# Pizzighettone
Pizzighettone (Pisighitòn in dialetto pizzighettonese) è un comune italiano di 6 204 abitanti della provincia di Cremona in Lombardia.

## Geografia fisica
Pizzighettone è situato nella Pianura Padana centrale, lungo il fiume Adda, pochi chilometri a Nord dalla confluenza nel Po. Il territorio è pianeggiante, per gran parte compreso nella vallata golenale dell'Adda. Lo stesso centro storico è attraversato dal fiume, che lo divide in due parti distinte: l'abitato principale di Pizzighettone sulla riva est e la borgata di Gera su quella ovest. Pizzighettone è anche lambito dal Serio Morto: un colatore residuo di un paleoalveo del fiume Serio, che sino al basso Medioevo terminava il proprio corso a Pizzighettone. La vegetazione locale è quella tipica della bassa pianura, con larga presenza di pioppo, robinia, salice e sambuco. In aree circoscritte, soprattutto presso le rive o le lanche del fiume Adda, esistono ancora lacerti delle originarie foreste planiziali: fra queste, il Bosco del Mares, dove si rintracciano esemplari di farnia, ontano e rovere. Tuttavia, gran parte del territorio è destinato all'agricoltura. Le aree agricole sono divise in vasti appezzamenti e sono attraversate da numerose rogge e cavi. Data la grande disponibilità d'acqua e la fertilità del suolo si coltivano soprattutto mais e foraggio per gli allevamenti, e in misura minore grano.

## Storia
La storia degli insediamenti nel territorio di Pizzighettone è profondamente legata al fiume Adda. La presenza di un guado determinò sin dall'antichità preromana la sua rilevanza per il controllo della regione. Si risale ai Celti (III secolo a.C.) con l'antica piazzaforte di Acerrae, che sorgeva in vicinanza del fiume Adda. In epoca romana Acerrae divenne una stazione di transito (statio) della diramazione secondaria della via Mediolanum-Placentia che si staccava da Laus Pompeia (Lodi Vecchio) e che raggiungeva Cremona Durante il Basso Medioevo, nel XII secolo, il comune di Cremona fondò l'attuale Pizzighettone, realizzando un castrum sulla sponda orientale del fiume Adda, lungo la strada che dal capoluogo cremonese conduceva verso Pavia e Lodi-Milano.
Divenne nel XII secolo proprietà della chiesa di Milano. Passò poi nelle mani di importanti famiglie lombarde; insieme a Basiasco, Corno Giovine, Cornovecchio, Meleti Maleo e Maccastorna costituì il territorio su cui la famiglia Vincemala (Vismara) esercitò il Mero e Misto. Nel 1322, Galeazzo I Visconti inviò una flotta contro Pizzighettone per distruggere il ponte sull'Adda, ma venne respinto dagli abitanti.
Pizzighettone divenne un importante caposaldo fortificato, a più riprese ampliato e potenziato sotto i vari potentati che si succedettero durante i secoli: le signorie cremonesi (Ugolino Cavalcabò, Cabrino Fondulo), milanesi (Vismara, Visconti, Sforza), la Repubblica di Venezia, i sovrani di Francia, gli Asburgo di Spagna e d'Austria, i Borbone, i Savoia, Napoleone Bonaparte. Le sue strutture fortilizie rimasero attive per scopi difensivi sino al 1866, fin oltre l'Unità d'Italia. Ancora oggi esistono ben conservate le antiche difese cittadine: una possente cerchia muraria sulla sponda sinistra del fiume e una vasta serie di difese bastionate sulla destra dell'Adda. Accanto a questi, edifici antichi come la chiesa parrocchiale di San Bassiano Vescovo (1158) e il Palazzo Comunale (secolo XV).
Da segnalare che nel 1525 fu tenuto prigioniero nella Rocca di Pizzighettone - oggi semidistrutta - il Re di Francia Francesco I di Valois: catturato dalle truppe asburgiche dopo la sconfitta subita a Mirabello di Pavia venne incarcerato nella torre detta del Guado, giunta integra ai giorni nostri.

### Simboli
Lo stemma è stato riconosciuto con decreto del capo del governo del 30 dicembre 1928.
Il gonfalone, concesso con regio decreto del 3 agosto 1928, è un drappo troncato di azzurro e di bianco.

## Monumenti e luoghi d'interesse

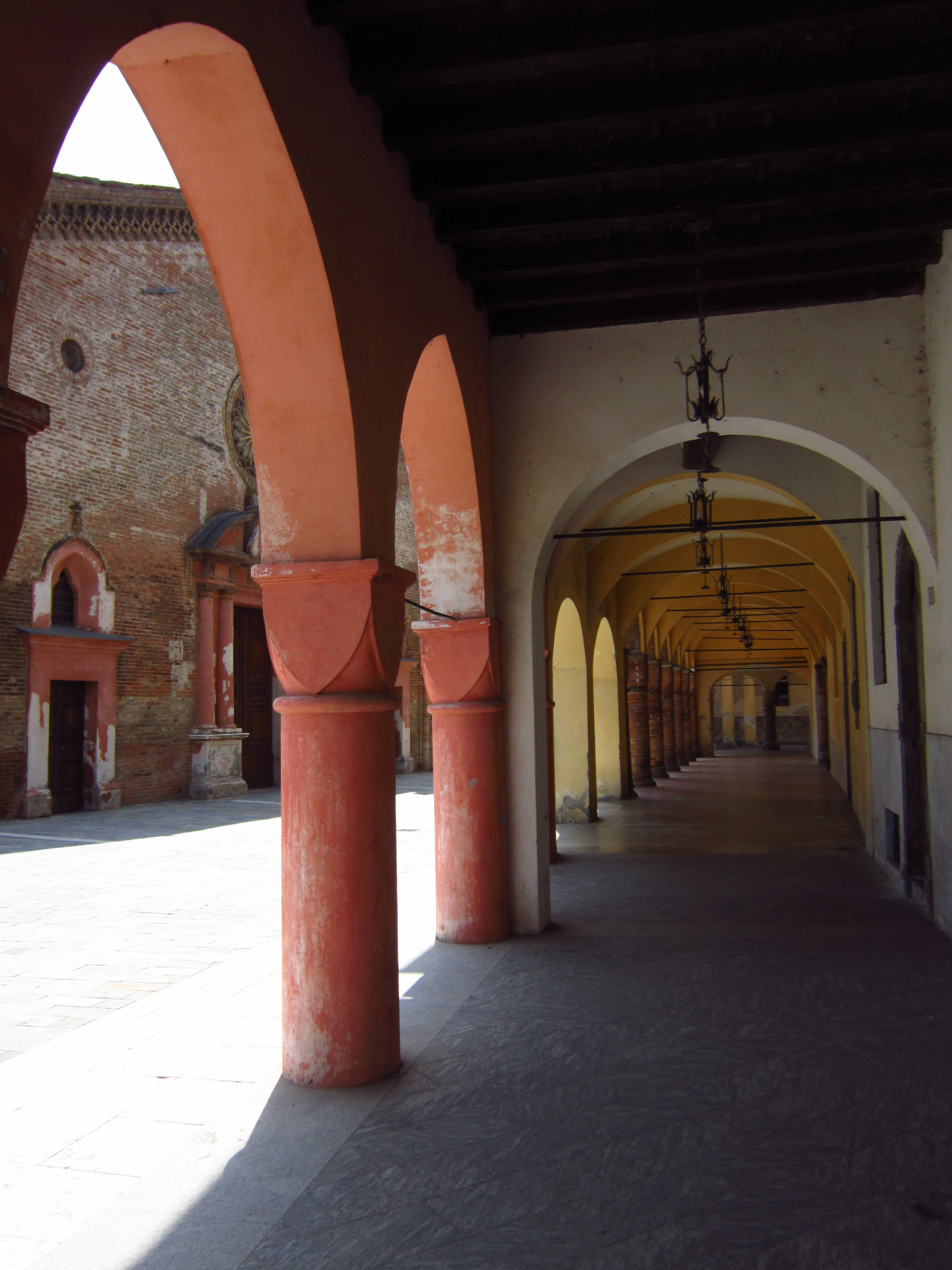
Scorcio di San Bassiano

- Chiesa parrocchiale di San Bassano vescovo. Basilica edificata nel 1158, ricostruita fra il XVI e il XIX secolo, affresco rinascimentale: Crocifissione par Bernardo campi (1545), fonte battesimale - marmo rosso di Verona (1599). Il campanile, rialzato nel 1900 su progetto dell'ingegnere Pizzighettonese Ettore Parentini, possiede 5 campane in MIb della ditta Giacomo III Crespi, fuse nel 1950 a reintegro bellico.

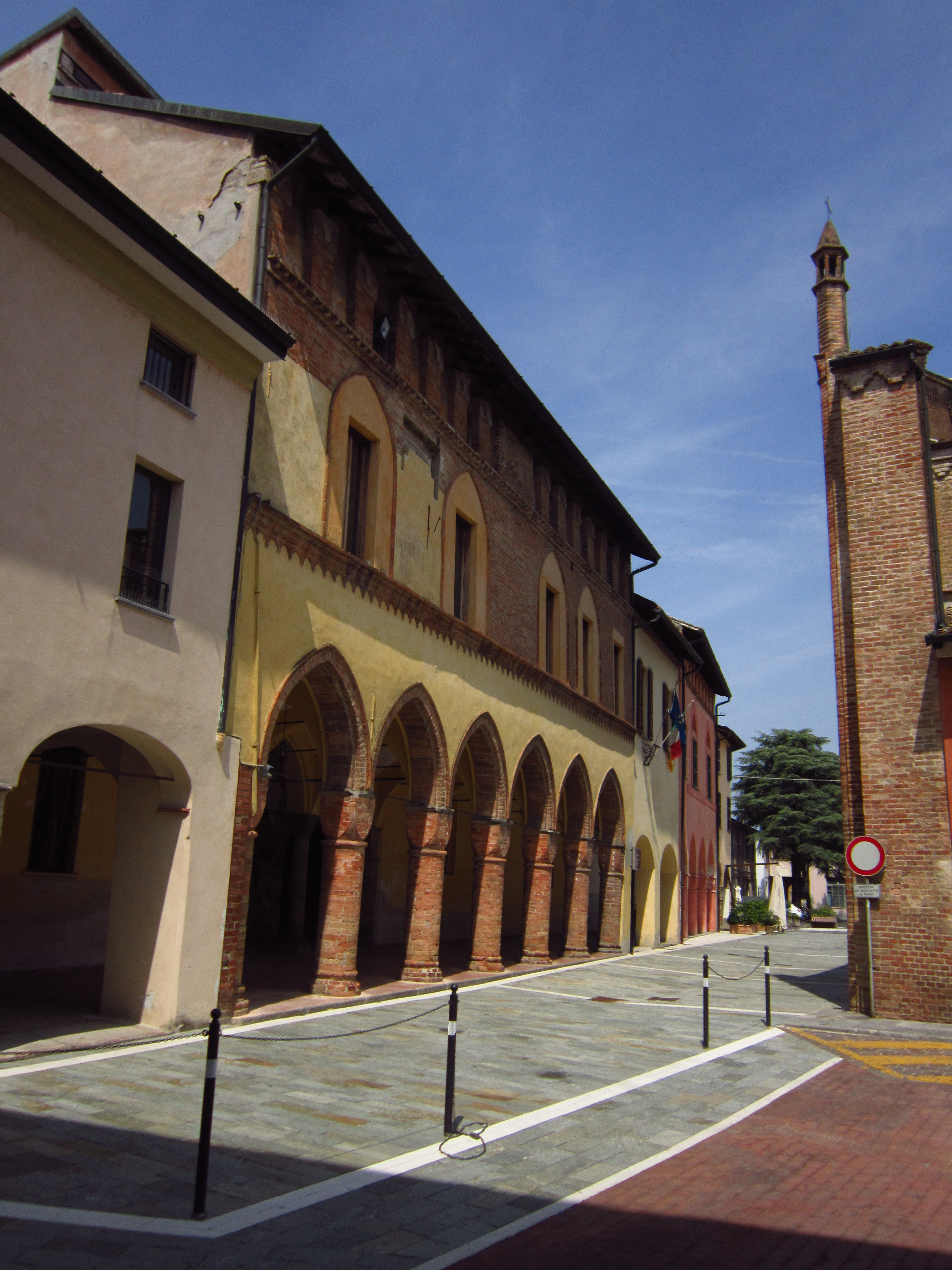
Il palazzo comunale

- Palazzo comunale. Costruito a partire dal 1479.
- Chiesa parrocchiale di SS. Rocco e Sebastiano. Fondata 1486 sui resti di precedenti edifici - dipinto della Natività con San Giovannino, San Francesco e San Carlo Borromeo del 1610. Sulla torre campanaria, la più antica di Pizzighettone, sono collocate 5 campane in SIb della ditta Giacomo III Crespi di Crema, fuse a reintegro dopo la guerra nel 1950.
- Chiesa di San Marcello. Fondata nel XV secolo; pittura barocca altare Madonna del Rosario. Sul campaniletto che si erge sul tetto della chiesa, è presente una campana fusa da Giacomo III Crespi nel 1950. Essa è rimasta a corda e purtroppo inutilizzata, visto il suo stato di conservazione.

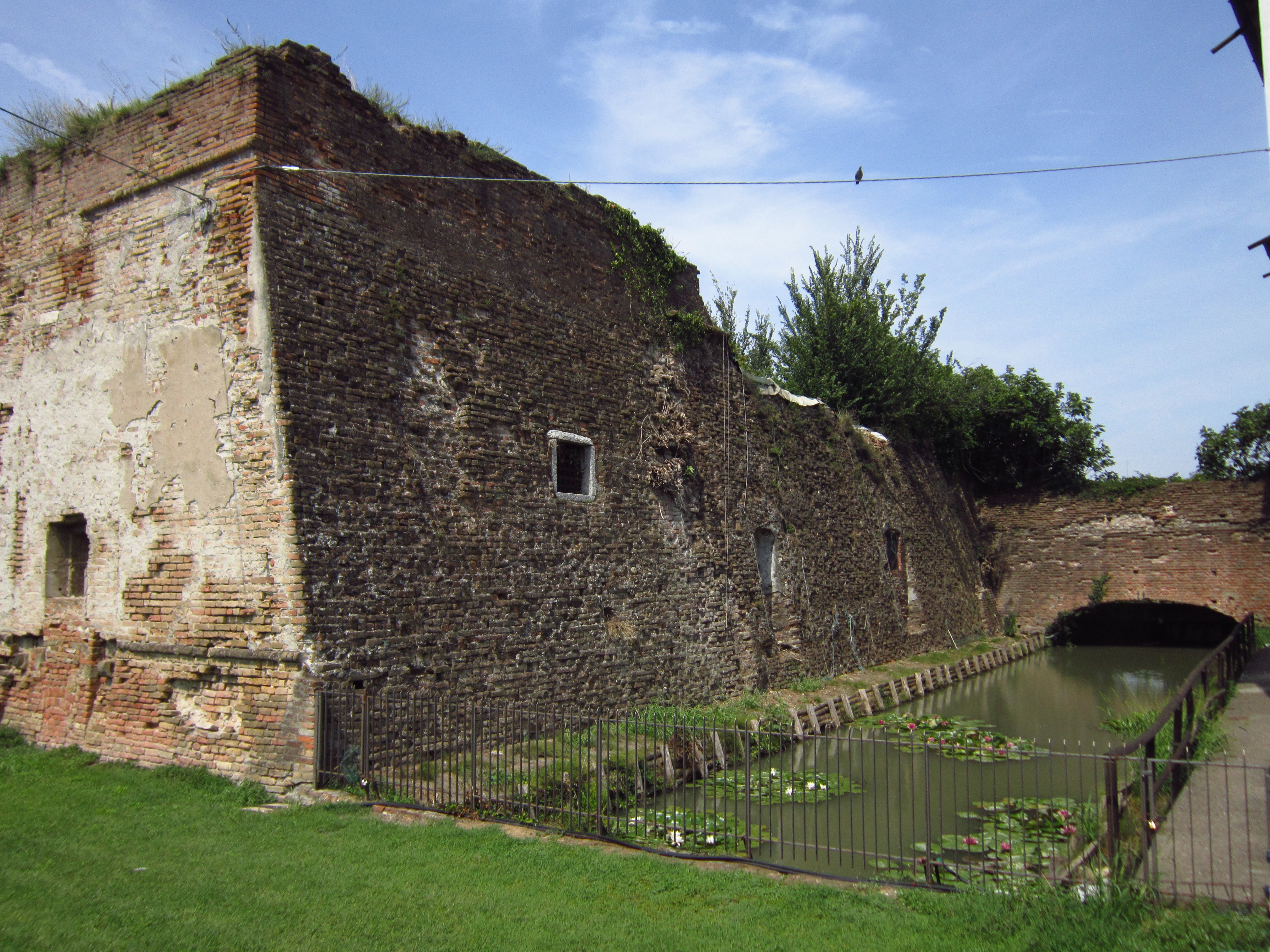
Le fortificazioni (particolare)

- Fortificazioni: la cinta muraria risalente al XV secolo, dotata di un possente rivellino a ferro di cavallo, è stata rafforzata nei secoli successivi. Lungo il lato Est-ovest delle mura (Parco del Rivellino) son rimaste intatte le prime difese avanzate per contrastare l'utilizzo dell'artiglieria. Nel 1720 gli austriaci costruirono le casematte (ambienti a volta a botte, a prova di bomba) lungo tutta la cinta muraria per ospitarvi soldati e materiali in caso di guerra. Costruirono poi quattro polveriere, di cui ne sono sopravvissute due. Il quartiere di Gera, sulla sponda destra dell'Adda presenta oltre alle casematte costruite nel 1720 dagli austriaci, un sistema bastionato unico nel suo genere, sopravvissuto in Lombardia. Le casematte del lato nord della cerchia muraria di Pizzighettone furono trasformate nel 1785 nel primo Ergastolo (all'epoca ergastolo aveva il significato attuale di carcere giudiziario), utilizzato poi come reclusorio militare (1920 - 1945) e poi civile (1946 -1954).
- Il castello: La sua costruzione fu iniziata nel XII secolo dai Cremonesi; una piccola rocchetta che fu poi trasformata nella seconda metà del XIV sec. durante la signoria dei Visconti e poi degli Sforza in un imponente castello, di cui sono rimaste, a seguito della demolizione avvenuta agli inizi del 1800, due Torri: la Torre del Guado, dove fu imprigionato il Re di Francia Francesco I nel 1525 e una Torre mozzata, che nel XV sec. aveva la funzione di torre-porta.
- Chiesa parrocchiale della Beata Vergine del Roggione
- Chiesa parrocchiale di San Pietro a Gera
- Chiesa parrocchiale di San Patrizio vescovo a Regona

## Cultura

### Musei

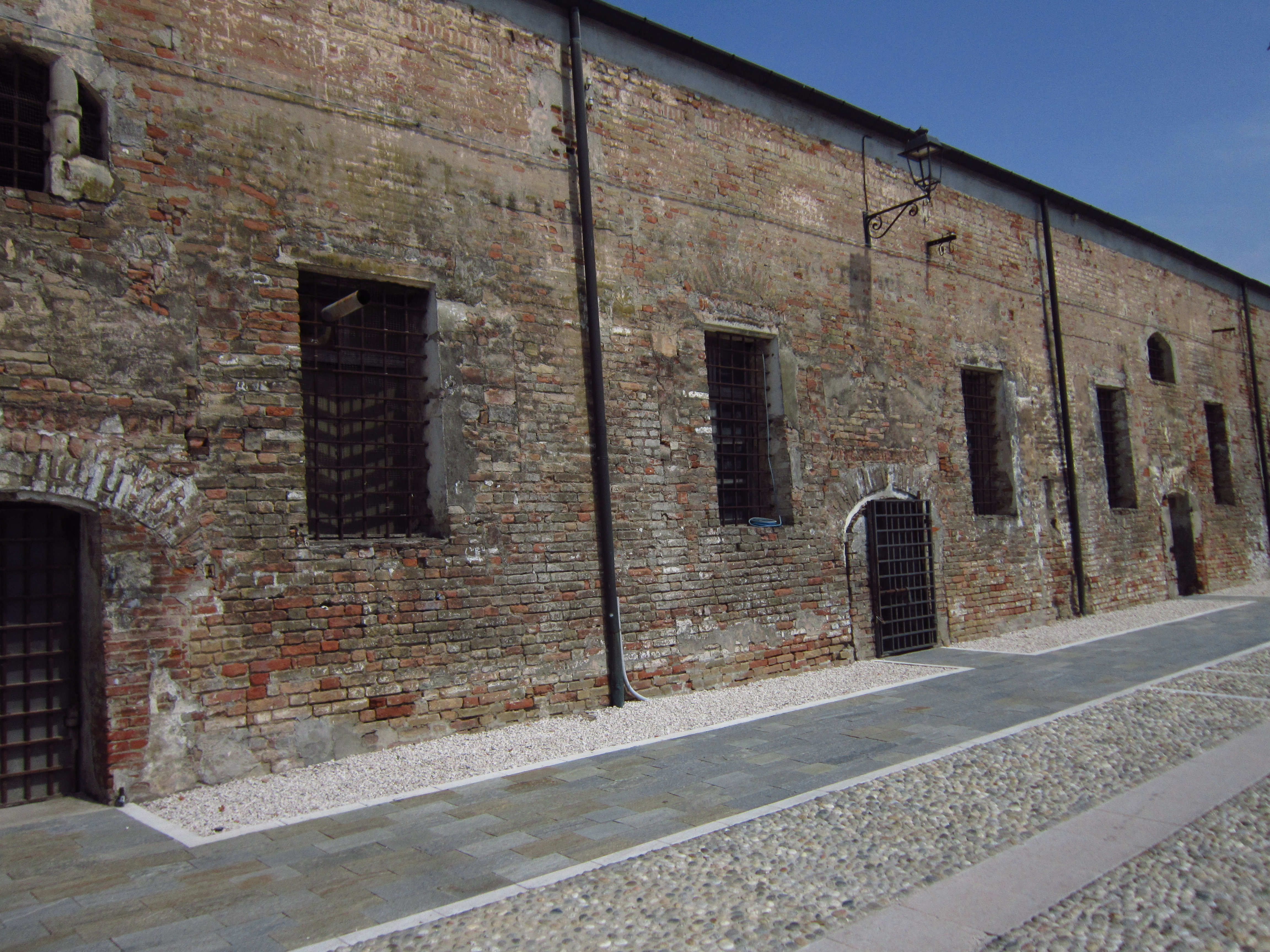
Le prigioni

#### Museo delle prigioni
Un'originalità della cerchia muraria, lato nord, di Pizzighettone sono le prigioni, aperte nel 1785 all'interno delle casematte. Fu il primo vero Ergastolo della Lombardia (all'epoca Ergastolo aveva il significato dell'attuale carcere giudiziario) che passerà attraverso varie trasformazioni, in base alla situazione sociale e politica di un determinato periodo, in ergastolo militare, reclusorio politico e civile. Successivamente all'Unità d'Italia l'ex Ergastolo fu trasformato nel 1920 in un Reclusorio Militare, succursale di Gaeta, divenendo il carcere più duro d'Italia, perché gli ambienti erano rimasti ancora quelli settecenteschi: cameroni umidi, privi di servizi igienici, dove convivevano anche trenta persone. "Ti mando a Pizzighettone" era la minaccia più temuta dai militari. Tre casematte sul lato est, vennero adibite a celle di isolamento. Lì i detenuti, rinchiusi in celle singole di due metri per uno di dimensioni, dovevano adattarsi alla poca luce che filtrava, distesi su tavolacci di legno, con un buiolo sul pavimento che serviva per i bisogni fisici.
Ciò di sorprendente è che sui muri interni delle celle sono rimaste le scritte incise dai detenuti, come: sono innocente - o mamma tornerò- ho trascorso in questa cella 100 giorni. Scritte, con scopo rieducativo come  "l'amore è forza, l'odio è ruggine" capeggiano in alto sulla parete di controfacciata di ognuna delle tre casematte.
Alcuni graffiti che riportavano il nome del recluso, hanno poi permesso di ricostruire la triste vicenda di chi l'aveva fatto. Ne è un esempio il nome di Salvatore Esposito, che assieme ad altri 400 reclusi militari, il 18 settembre 1943 fu deportato nei campi di concentramento tedeschi, non facendone più ritorno, come la maggior parte dei suoi compagni.
È sotto la Repubblica Sociale che il carcere divenne prigione per renitenti e disertori scambiati fortunatamente per tali, quando in realtà alcuni di loro erano partigiani.
Il carcere militare, una volta chiuso, fu riaperto nel 1946 come carcere giudiziario, succursale di San Vittore, per ospitarvi i criminali più pericolosi di cui si ricorda Gino Rossetti detto Lo Zoppo, Ezio Barbieri e i componenti delle loro bande. Inoltre vennero richiusi anche numerosi fascisti, fra cui l'ultimo federale di Milano, Vincenzo Costa.
Chiuso il carcere giudiziario nel 1954, fu aperto nel 1956 il carcere minorile, chiamato Villa dei Gerani, con sistemi rieducativi innovativi che però non ebbero effetto su un allora sedicenne, Renato Vallanzasca. Per la Villa dei Gerani furono ristrutturate antiche palazzine e costruiti nuovi edifici sulla Piazza d'Armi (palestra, laboratori, uffici, ...). Il reclusorio fu chiuso nel 1977 e negli anni successivi si procedette alla demolizione degli edifici costruiti sulla Piazza d'Armi.
La parte espositiva del museo delle prigioni è stata ricavata nella terza casamatta ed è suddivisa in tre sezioni: l'ergastolo nel periodo austriaco-risorgimentale, il campo di prigionia per gli austroungarici nella prima guerra mondiale - il carcere militare e il carcere giudiziario del secondo dopoguerra. Nelle vetrine sono stati esposti oltre ai reperti recuperati sul territorio, anche una serie di armi utilizzate dalle guardie militari carcerarie.

#### Il museo Arti e Mestieri di una volta
Il Novecento, il “secolo breve”, come è stato definito, ha segnato una profonda evoluzione sociale.  In cent'anni dai ritmi lenti dell'agricoltura si passa alla frenesia della vita moderna.  Il Gruppo Volontari Mura ha voluto documentare e raccontare attraverso l'esposizione di arnesi, fotografie la vita del borgo murato nel secolo scorso, guidando il visitatore alla scoperta del significato delle arti e dei mestieri del passato.  L'esposizione iniziata nel 1997, ordinata in quattro sezioni, una per casamatta, offre uno spaccato di Pizzighettone e dei suoi mestieri artigianali attraverso l’esposizione di più di tremila oggetti e arnesi di lavoro:  L'uomo ed il fiume - L'uomo e la campagna - L'uomo e la trasformazione delle materie - L'uomo e la vita quotidiana.
- L'uomo e il fiume:  Pizzighettone è forse il borgo in cui più che da ogni altra parte il fiume testimonia il suo legame con l'uomo. Il motivo della sua origine risiede nei suoi due fiumi: l'Adda ed il Serio Morto.  La navigabilità del fiume Adda attirò nel VI secolo a.C. una fra le popolazioni più progredite della penisola italica: gli Etruschi. Poi arrivarono i Celti e nel 222 a. C. i Romani.  Il fiume garantiva parte delle risorse necessarie alla sopravvivenza (cacciagione, pésca, frutti, legname), ma anche l'argilla per la produzione dei mattoni e la sabbia, materiali indispensabili per la costruzione delle fortificazioni e delle abitazioni. Per le “stillate” del ponte in legno e per le palificazioni su cui appoggiare le fondamenta delle mura delle fortificazioni venivano utilizzati pali di quercia.  La navigazione rappresentò una delle attività più rilevanti del borgo con natanti di vario genere, di cui è esposta l'ancora di un grande battello, utilizzati per gli spostamenti e in tutte le attività connesse con il commercio e lo sfruttamento delle risorse del fiume..  Dalla preistoria fino all'età Medievale venivano realizzate in loco le piroghe, scavando il tronco di alberi di grandi dimensioni, come le querce, con strumenti semplici come l'ascia.  La piroga esposta, è un monossido recuperato dal fiume Adda nel 1961.  Con l'Unità d'Italia, fu data priorità al trasporto ferroviario e stradale rispetto a quello fluviale.  I barcaioli pizzighettonesi dovettero così dedicarsi ad altre attività, come l'estrazione della ghiaia del fiume.  Duro mestiere, quello dei cavatori di ghiaia “i geraioi”, uomini che a braccia dopo aver trainato controcorrente per alcuni chilometri il barcone, lo caricavano con quintali di ghiaia prelevati dai bassi fondali del fiume con un grande badile a rete, un cucchiaione di ferro detto “el casal”. Immersi durante l'operazione di carico nell'acqua fino alla cintola, i geraioli, si distinguevano dagli altri lavoratori della campagna o dai muratori, perché mentre il corpo era bruciato dal sole, le gambe avevano il colore del latte.  Durante l'inverno, quando i lavori edili si fermavano e si riduceva la richiesta di ghiaia, i geraioli si trasformavano nei raccoglitori di legna, recuperando i grossi trochi di quercia che avevano individuato sul fondo del fiume.  Dopo averli agganciati con grossi arpioni, li sollevavano con un argano di legno (el tùrlu) posizionato fra due barche ed aiutati dalla corrente del fiume li trascinavano a riva. Per tirare i tronchi più grossi si utilizzava un grosso argano di ferro, come quello esposto proveniente dal Genio Militare di Pizzighettone.  Altri barcaioli, che conoscevano le zone del fiume dove la corrente depositava nel ghiaieto probabili pagliuzze d'oro, si dedicavano alla loro raccolta.  Un lavoro pesante ...e delicato quello dei cercatori d'oro, per smuovere quintali e quintali di depositi alluvionali, lavaggio dopo lavaggio a forza di braccia, cercando di non disperdere le preziose pagliuzze, che alla fine di una dura giornata di lavoro garantivano il solo sostentamento della famiglia.  La barca costituiva per chi svolgeva l'attività sul fiume un patrimonio, come e forse più della stessa casa. Le barche fluviali utilizzate nel secolo scorso sul basso corso dell'Adda si possono classificare in tre tipi: barca dei geraioli (barcòn) lungo 10-12 metri, la barca del cavatore dei ciottoli di fiume e del raccoglitore di legna (batél) di cui è esposto un esemplare e la barca del cacciatore e pescatore (batélina). L'attività della caccia e della pesca fu un'attività diffusa a Pizzighettone. Le paludi formate dall'Adda e dal Serio garantivano un abbondante pescato. I pesci più ricercati erano le anguille, tinche, lucci e storioni.  Per catturarli l'uomo nei secoli si è sempre ingegnato di escogitare sistemi ed attrezzi: dalle nasse ai tramagli, dalle fiocine alle semplici canne di bambù fornite di una lenza con l'amo. A partire dagli anni 30 del 900 si diffuse la pratica della pesca sportiva e gli attrezzi per catturare il pesce divennero sempre più sofisticati: canne telescopiche, mulinelli...  Oggi gli sbarramenti artificiali sul fiume Adda oltre ad impedire la risalita dal fiume Po dei natanti, impediscono anche alle anguille e agli storioni la risalita del fiume.
- L'uomo e la campagna: La bonifica delle paludi causate dalle esondazioni del Serio e dell'Adda, la costruzione degli argini e l'irrigazione delle campagne, iniziata nell'VIII secolo con i monaci benedettini, ha permesso la coltivazione dei terreni. Nacque la cascina a corte chiusa, tipica della campagna della bassa cremonese. La cascina rappresenta il primo gruppo di persone che si è organizzato per una necessità naturale: il lavoro della terra.  Il centro era l'aia, attorno alla quale si disponevano i nuclei abitativi e i rustici. Si distingueva dalle altre, per la sua struttura e lo spazio che occupava, l'abitazione del proprietario o mancando la sua presenza, era data all'affittuario o al fattore. La cascina per centinaia di persone era il centro del mondo: nella sua corte vivevano, lavoravano, si sposavano, morivano. Il terreno del campo prima di essere seminato doveva essere arato e lavorato con appositi aratri, trascinati da buoi o cavalli, di cui vedete esposti alcuni modelli. La coltivazione dei foraggi e dei cereali garantisce l'allevamento delle vacche da latte, che viene fornito ai caseifici per la produzione del formaggio grana, provolone e del burro. Importante era il sistema irriguo di alcuni campi nel periodo invernale, con il sistema della marcita, che permetteva durante il periodo invernale altri 5/6 tagli di foraggio per le vacche.  Dall'allevamento dei suini si producono insaccati, fra cui il 'salame cremonese' tipico per la sua pasta fine ed una punta di sapore d'aglio. Il maiale che ogni famiglia contadina allevava, veniva ucciso alla fine di ottobre. Per il 2 novembre, giorno dei morti, erano dispobili le morbide cotenne del maiale, per preparare la tradizionale zuppa:  i fasulin de l'öc cun le cudeghe (fagiolini all'occhio con le cotenne). Questo antico piatto della tradizione contadina è stato riscoperto dal Gruppo Volontari Mura, che lo ripropone tutti gli anni a fine ottobre/inizio novembre nelle antiche casematte riscaldate dai camini.  Il carradore svolgeva la funzione di costruire le ruote dei carri ed i mozzi su cui dovevano essere applicate. Utilizzava il tornio a pedale, come quello esposto e che è stato utilizzato anche nella scuola di Avviamento Professionale di Pizzighettone per insegnare ai ragazzi l'arte della falegnameria. Le piante che venivano tagliate dai boscaioli, venivano poi segate e portate nel laboratorio del falegname, dove con apposite pialle e scalpelli venivano trasformate in tavole di legno da utilizzarsi per la costruzione ad esempio dei mobili di casa. Nel Genio Militare di Pizzighettone fino agli anni sessanta veniva svolta un'intensa attività di falegnameria, per la fabbricazione di manici per zappe, badili... e assi per i ponti di barche.  Sempre all'interno del Genio veniva svolta anche l'attività di fabbricazione delle corde, destinate alla marina ed all'esercito. Arrivavano con i treni le balle di canapa, che poi le donne torcevano trasformandola in filo. Torcendo più fili, si produceva un filo più spesso, chiamato “legnolo”.  I legnoli veniva poi tirati nella corderia a tre o quattro e ritorti nella corda finale con un'apposita macchina. Il cordaio poteva compiere l'operazione manualmente, utilizzando un attrezzo chiamato “pigna” con cui ritorceva i legnoli, creando la corda. Nei lavori dei campi o sull'aia la fatica del lavoro veniva alleviata dai canti popolari, specialmente durante “la scartusàada”, la spannocchiatura (togliere il cartoccio alle pannocchie di granoturco).  A fine gennaio, nei giorni più freddi dell'anno, ci si riuniva davanti al falò della vecchia “la vecia” che rappresentava la cattiva stagione, per cantare la “merla”, una serie di canti e riti antichissimi per propiziarsi il cielo.
- L'uomo e la trasformazione delle materie:  A Pizzighettone nonostante sia un paese di pianura, furono coltivate le viti, sfruttando alcuni dossi morfologici, alluvionali, che ancora lo circondano. Con la vendemmia si raccoglievano i grappoli e con apposite ceste e bigoncie si trasportavano alla cantina, luogo della successiva lavorazione.  L'uva veniva pigiata con i piedi nelle navazze, provocando la fuoriuscita del succo degli acini e la conseguente produzione del mosto. Il mosto, acini e graspi venivano poi messi nei grossi tini a fermentare tutti assieme. Agli inizi del 1800 si producevano 75.000 litri di buon vino. I vini rossi italiani erano rispetto a quelli Francesi e Spagnoli troppo “ruvidi o aspri”, dove la pratica manuale dello sgranellamento dell'acino dal graspo era molto diffusa. L'idea di separare durante la pigiatura il graspo dall'acino meccanicamente, venne al Cav. Giovanni Beccaro, il quale inventò alla fine del 1800, una macchina sgranatrice/pigiatrice di cui potete vedere esposto uno dei primi modelli. Le attività manuali del fabbro, del maniscalco, del ramaiolo continuarono ad essere svolte anche nei primi decenni del secolo scorso. Il fabbro (el frè) indirizzava il suo lavoro alla fucinatura dei metalli di sussidio all'edilizia: ferrate, cancelli, grate, cardini... a Pizzighettone si ricorda Agostino Gaetani che costruì bellissimi cancelli in ferro battuto, che si può ancora ammirare in alcuni cortili del centro storico e all'interno della chiesa parrocchiale. Il maniscalco si occupava delle ferrature degli zoccoli degli animali. All'occorrenza riparava strumenti agricoli e collaborava con il falegname-carradore per la costruzione dei carri. Lo stagnino (el magnàn) era un artigiano che si occupava di produrre recipienti, modellando attraverso la martellatura, effettuata su speciali incudini, lastre di rame. Agli inizi del 1900 però iniziarono ad essere installate le prime macchine utensili, come il tornio, il trapano, il seghetto alternativo, mosse non più manualmente ma dalla forza motrice della macchina a vapore o dei successivi motori elettrici. Potete vedere un'officina meccanica degli inizi del 1900 di Luigi Guzzaloni, con quattro macchine utensili che venivano movimentate attraverso il movimento di cinghie collegate ad un solo albero mosso nel nostro caso da un motore elettrico. Nel 1997 è stato individuato e poi riaperto dal Gruppo Volontari Mura un antico piano di cottura, formato da tre cavità (due per l'inserimento dei pentoloni ed una per scendere ad accendere il fuoco sotto i pentoloni stessi). Non sono ancora stati trovati documenti legati al tipo di utilizzo, per cui si pensa che potessero essere stati utilizzati per la cottura dell'avena o per la produzione del formaggio.  Scegliendo la seconda ipotesi, è stata rappresentata la produzione del formaggio grana, con l'inserimento nella buca di un grande paiolo di rame, proveniente dalla locale Latteria Pizzighettonese, in cui venivano vuotati circa 1200 litri di latte per il risultato finale della lavorazione pari a due forme da 32 kg ca cadauna. Ancora oggi il formaggio grana viene prodotto con questo sistema. Durante la festa dei fasulin de l'oc cun le cudeghe, è possibile assaggiare la “raspadura”, morbide nuvole di formaggio raspate dalla forma di grana, con una lama. Il caseificio di Pizzighettone iniziò la sua attività nel 1938 con la produzione di formaggi svizzeri come l'emental (è esposta una pressa per questo formaggio) per poi passare nel 1954 alla produzione del grana padano.  È interessante sapere che a Pizzighettone e nei dintorni (vedi nel Lodigiano) il denaro viene chiamato anche “grana”. Il fatto è spiegabile perché chi aveva soldi li faceva soprattutto con la produzione ed il commercio del formaggio grana. Nel 1960 è iniziata la produzione del provolone, che è diventato il formaggio più rinomato del cremonese, grazie alla famiglia Auricchio che diffuse a partire dagli anni ‘30 nei caseifici del nostro territorio la tradizione Campana della produzione del provolone). Un'attività artigianale di grande rilevanza era quella del bottaio che fabbricava botti, bigonce, mastelli, secchie, tini. Legata alla falegnameria era quella del corniciaio, che produceva cornici di varie fogge. Vi è ora a Pizzighettone anche una bottega di liutaio. L'attività molitoria a Pizzighettone, grazie ai mulini a pale, di cui si vede il funzionamento tramite un plastico, posizionati lungo i corsi d'acqua, fu di notevole importanza per l'economia del paese. All'interno del paese, sull'area dell'antico castello, sorgeva il mulino napoleonico, riutilizzato agli inizi del 1900 dalla famiglia Zucchi per macinare i semi di lino. L'opificio nel 1910 aveva 68 dipendenti, con una produzione sicura di 7500 ql di olio di lino. Si può vedere esposto un palmento molto antico, ritrovato sul fondo del fiume Adda: è formato da due ruote di sasso che venivano girate con l'ausilio della forza umana, per la macinazione delle granaglie. La macinazione dei cereali permetteva alla popolazione di produrre in casa il pane, che poi veniva portato a cuocere nel forno del paese, presso il fornaio “da massara”. Questa usanza durò fino alla fine dell'Ottocento, quando si iniziò ad acquistare il pane dal panettiere “el prestinèr”. I contadini continuarono a preparare il pane in grosse forme (le miché). Le fette di un grosso pastone preparato con farina, acqua e sale, venivano lavorate con un apposito attrezzo chiamato gramola “la grémula” , una specie di impastatrice manuale. Poi le miché si cuocevano direttamente nel piccolo forno della cascina. Questa tradizione durò fino alla metà del secolo scorso. Sono tipici tre tipi di pane: il pane bianco di frumento per le mense dei ricchi il pane nero di segale per i più poveri il pane giallo di granoturco (el pan bàlòta) in caso di estrema necessità. Il dolce che veniva preparato ai bambini era un croccante fatto con zucchero e burro con l'aggiunta quando se ne aveva la possibilità di mandorle tostate chiamato “el duro”. Richiamava l'antica tradizione cremonese del torrone che compariva sulle bancarelle nella fiera del patrono di S. Bassiano. La tradizione di produrre il torrone a Pizzighettone venne ripresa dai fratelli Zilioli negli anni 70 quando produssero il torrone di gelato “el turòn glassé”. Nella vetrina si vedono gli attrezzi del pasticciere della famiglia Gualteri. L'industrializzazione e il conseguente spostamento di masse di lavoratori dalla campagna verso il borgo, iniziò a Pizzighettone nel 1926 con l'inaugurazione della fabbrica Enka per la produzione di seta artificiale, poi chiusa nel 1932. Riaperta da Pirelli nel 1938 per la produzione del filato di rayon col nome di Star, per poi diventare Pirelli nel 1942, raggiunse negli anni 60 una forza lavoro superiore alle 1300 unità. Il filato veniva utilizzato per il rivestimento interno dei pneumatici al posto del cotone. Il Genio Militare fu un'altra realtà industriale di Pizzighettone. Costruito a partire dal 1932, diede lavoro in tempo di guerra, a più di 800 persone. Iniziarono anche i conflitti sociali nelle campagne, per condizioni di lavoro migliori, senza dover subire da parte del “padrone” il ricatto del S. Martino: essere scacciato dalla cascina il giorno 11 novembre. La situazione alimentare per tutta la prima metà del XX secolo è stata precaria, anche a causa delle due guerre mondiali. La polenta con l'arringa affumicata (pùlenta e sàraca) o con il profumo del baccalà (il merluzzo secco lasciato appeso ad un filo) era il piatto più comune della famiglia contadina.
- L'uomo e la vita quotidiana:  Le feste, un tempo, erano attese come momento di liberazione, di sosta nel lavoro, sia che cadenzassero il valzer delle stagioni, sia che ricordassero i santi patroni.  La festa più sentita dalla comunità era quella del matrimonio fra due giovani e allora anche la gente delle cascine, dei quartieri del paese partecipava alla festa degli sposi che aveva visto crescere.  Il giovane (el giuanòt) dopo aver fatto il servizio militare obbligatorio, quando ritornava a casa, il proverbio gli consigliava: a cà de suldàt o spusàt o frà (a casa da soldato o sposato o frate).  La giovane, invece il concetto di famiglia e di matrimonio lo aveva coltivato dentro di sé quando giocava con le bambole o curava i fratellini mentre la mamma era nei campi. A 13-14 anni cominciava a cucire e ricamare lenzuola, tovaglie e a poco a poco si formava il corredo per le sue nozze.  Imparava dalla mamma e dalle nonne a dirigere la casa (a fan dà la cà).  Una volta sposati la situazione sociale dell'epoca prevedeva che la donna facesse numerosi figli.  Negli anni 30 la famiglia media aveva dai cinque ai sette figli.  La donna doveva accudire i figli e svolgere tutti i lavori legati alla cascina.  Un bambino veniva messo nella “corriera o andadùra” in modo che potesse imparare a camminare. L'altro più grande veniva messo nel 'girello' di vinimi.  E per far dormire i bambini si muoveva la culla sussurrando una filastrocca:  Din don,
 li campani de' Pisighitòn,
 una la suna, l'atra la bala;
 l'altra la fa i capei de paia
 i capei de paia, i capei de paion
 Din don campanòn  Il camino era il luogo dove ci si scaldava e si preparava il cibo. Le braci del camino, durante l'inverno venivano messe in un recipiente di ferro (el scaldìn), a sua volta inserito sotto le coperte in un’apposita struttura di legno, che impediva alle braci di venire a contatto con le lenzuola, chiamato “el frà” (nome derivante dalla forma panciuta del frate che veniva alla porta a chiedere l'elemosina). In paese, venivano svolte anche attività artigianali dove partecipava l'intera famiglia: il ciabattino, il sellaio, il sarto.  La bottega era in un locale a piano terra della casa.  Ogni capofamiglia aveva un vestito scuro, composto da giacca e pantalone “la muda” che serviva per le occasioni più importanti, dal matrimonio al funerale. Il vestito veniva fatto su misura dal sarto, il quale utilizzava la macchina da cucire.  Quando camminare significava zoccoli e suole, le scarpe avevano un valore così alto che spesso si camminava a piedi nudi...con gli zoccoli e le scarpe in spalla. I ciabattini (i savatìn) erano maestri nel rifare i tacchi o costruire stivali e scarpe a misura.  La presenza di militari e di reparti di cavalleria all'interno delle mura di Pizzighettone favorì la tradizione della bottega del sellaio, abile nella preparazione dei finimenti per i cavalli.  E quando arrivava il giorno di festa tutti a ballare. Negli anni cinquanta venne aperto un ballabile su un bastione delle mura, nel quartiere di Gera: la conchiglia. Non più canti popolari, ma orchestrine che suonavano mazurche, tanghi e valzer, come la canzone: 'ìIl mercato di Pizzighettone (classificatasi terza a pari merito al festival di Sanremo del 1951).

### Cucina
Tra la fine di ottobre e l'inizio di novembre si svolge una manifestazione enogastronomica, organizzata dal 1993 dal Gruppo Volontari Mura, durante la quale è proposta la degustazione del piatto Fasulìn de l'öc cun le cùdeghe, piatto tradizionale della commemorazione dei defunti tipico della zona fra Lodi e Cremona, a base di fagioli dall'occhio e cotiche di maiale in umido, servito in scodelle fumanti e accompagnato da pane fresco e vino novello. In questa manifestazione vengono proposti anche molti altri prodotti tipici, tra cui i salumi locali ed il formaggio Grana Padano della "latteria Pizzighettone", affettato direttamente dalla forma in scaglie sottilissime: tale modo di servire il formaggio, nel territorio cremonese e lodigiano, è chiamato raspadüra.

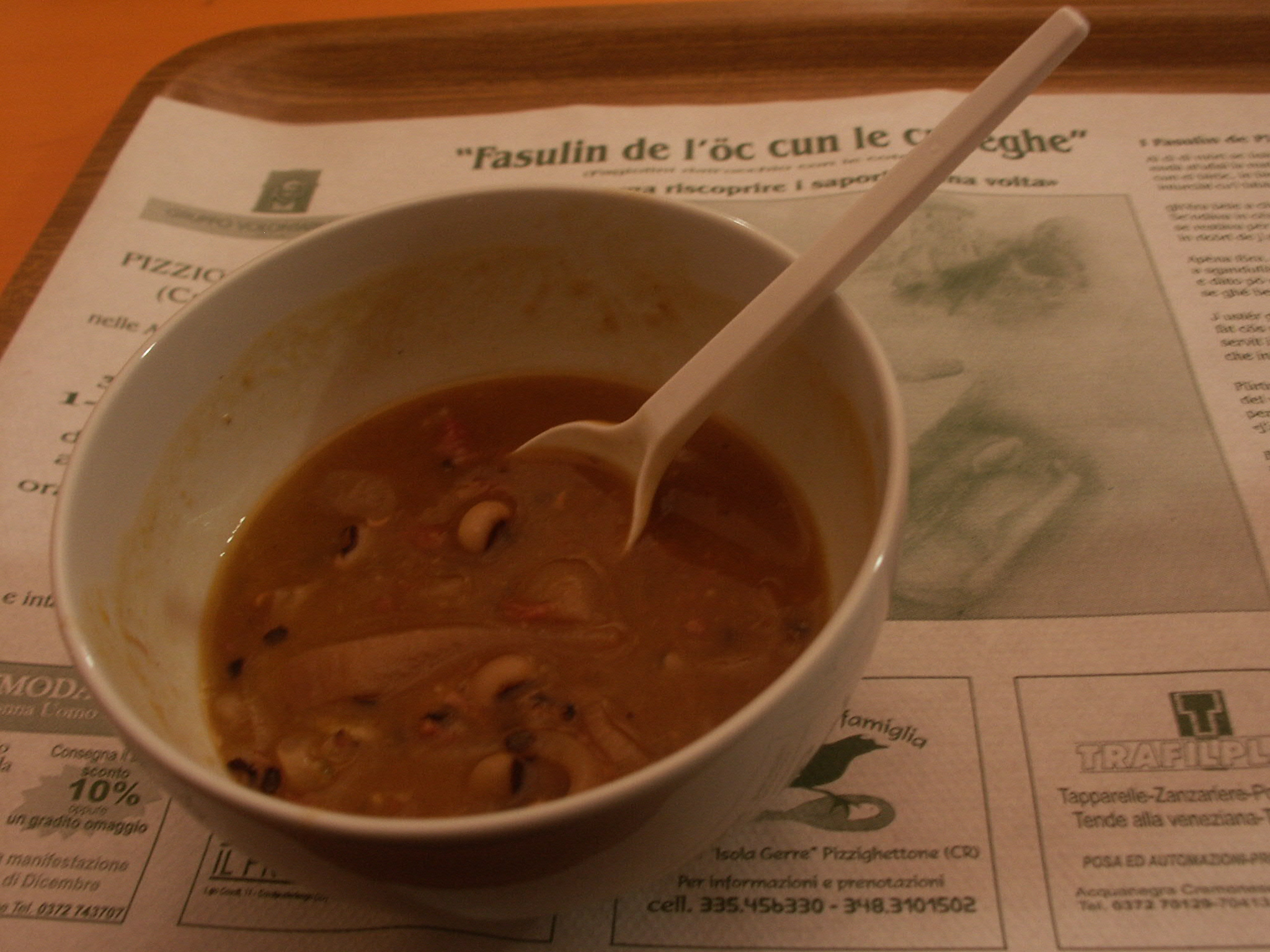
Scodella con la pietanza distribuita durante la manifestazione enogastronomica: fagioli con le cotiche

## Società

### Evoluzione demografica
Abitanti censiti

### Etnie e minoranze straniere
Al 31 dicembre 2015 gli stranieri residenti nel comune di Pizzighettone sono 519.

## Geografia antropica
Il territorio comunale comprende, oltre al capoluogo, le frazioni di Ferie, Regona e Roggione.

## Economia
Nel 1926 a Pizzighettone aprì l'attività l'ENKA, una società italo-olandese, specializzata nella produzione della seta artificiale. Chiusa nel 1931, la fabbrica fu aperta con nuovi macchinari come STAR da Pirelli nel 1938 e avviata la produzione del rayon. Nel 1942 la fabbrica assunse il nome di Pirelli. Oggi è sede dello stabilimento industriale Sicrem (acquisito dal gruppo thailandese Indorama Ventures Ltd) ove si producono filati speciali, utilizzati anche per i pneumatici della Formula 1. Dal 1938 inoltre, è attiva la Latteria Pizzighettonese specializzata nella produzione di Grana Padano e Provolone Pizzighettone. Il paese ha ottenuto il riconoscimento Bandiera Arancione del Touring Club Italiano.

## Infrastrutture e trasporti

### Strade
Il territorio comunale di Pizzighettone è attraversato dalla strada strada provinciale SP ex SS 234, già statale «Codognese», che collega Cremona con Pavia. Circa 500 m a sud di Pizzighettone la strada attraversa il fiume Adda sul ponte «Salvo D'Acquisto». Il ponte pedonale sull'Adda è crollato il 30 ottobre 2018 in seguito a una straordinaria piena del fiume che ha trasportato detriti e tronchi che hanno travolto la struttura, distruggendola improvvisamente.

### Ferrovie
Pizzighettone è servito da due stazioni ferroviarie, Pizzighettone e Ponte d'Adda, poste entrambe lungo la linea Pavia – Cremona. Lo scalo principale è Ponte d'Adda, situata immediatamente accanto al ponte con il quale la ferrovia attraversa l'Adda (dal quale prende il nome, in quanto, curiosamente, non esistono località chiamate Ponte d'Adda), dove effettuano fermata tutti i convogli passeggeri, compresi quelli della tratta Mantova-Milano. La stazione di Pizzighettone è posta ad ovest del fiume, presso la borgata di Gera, e vi fermano meno treni rispetto a Ponte d'Adda.

## Sport

### Calcio
La principale squadra di calcio della città è stata l'Associazione Sportiva Pizzighettone. Scioltasi nel 2012, ha militato per diversi anni in Serie C1 e Serie C2.

## Pizzighettone nel cinema
Dal maggio 1996 alla primavera del 1997 vi sono stati tre set cinematografici allestiti presso Pizzighettone.
Nel 1996 vi è stato ambientato interamente il film Metalmeccanico e parrucchiera in un turbine di sesso e politica, diretto da Lina Wertmüller.
Nello stesso anno 1996 vengono utilizzati alcuni interni ed esterni della cerchia muraria e delle antiche carceri per alcune scene dello sceneggiato della Rai in 6 puntate Il conto Montecristo, diretto da Ugo Gregoretti.
Nel 1997 l'ingresso del Rivellino di Porta Cremona Vecchia viene utilizzato per una scena del film Il violino rosso diretto da François Girard, uscito l'anno successivo.
A Pizzighettone è stata girata una parte di Chiamami col tuo nome, film del 2017 diretto da Luca Guadagnino vincitore di un Premio Oscar. È stata utilizzata, per le riprese, la stazione di Pizzighettone, che nel film rappresenta la stazione di Clusone, comune della provincia di Bergamo che in realtà non è dotato di stazioni ferroviarie dal 1967, anno in cui fu chiusa la ferrovia della Valle Seriana. Sono stati aggiunti in post-produzione elementi come le montagne in lontananza per rendere il camuffamento più verosimile.

## Galleria d'immagini

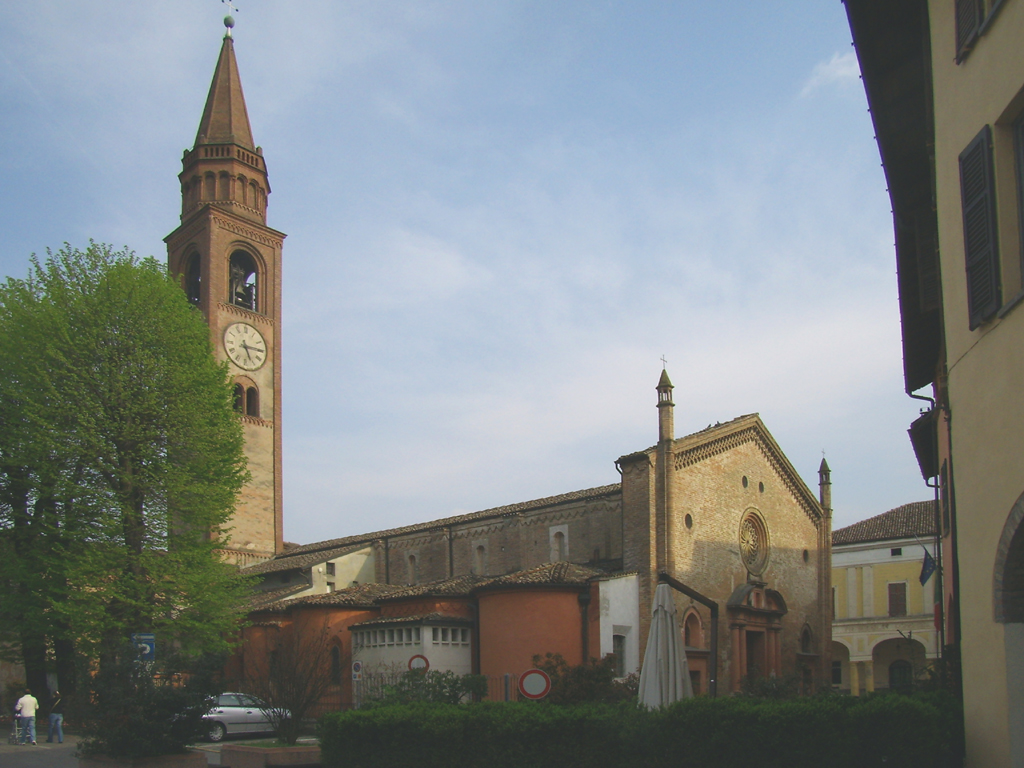
La Chiesa Parrocchiale di San Bassiano Vescovo
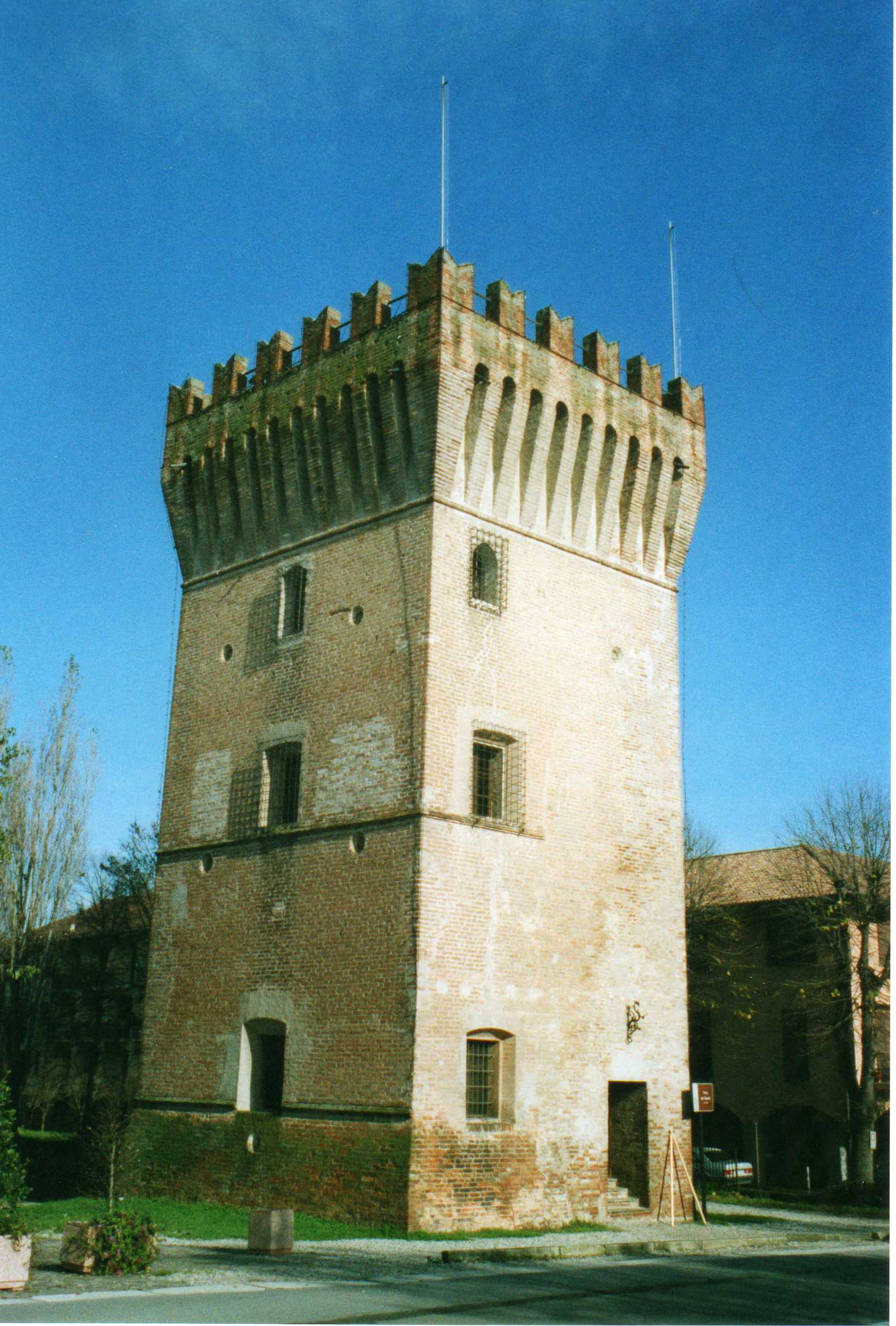
La Torre del Guado
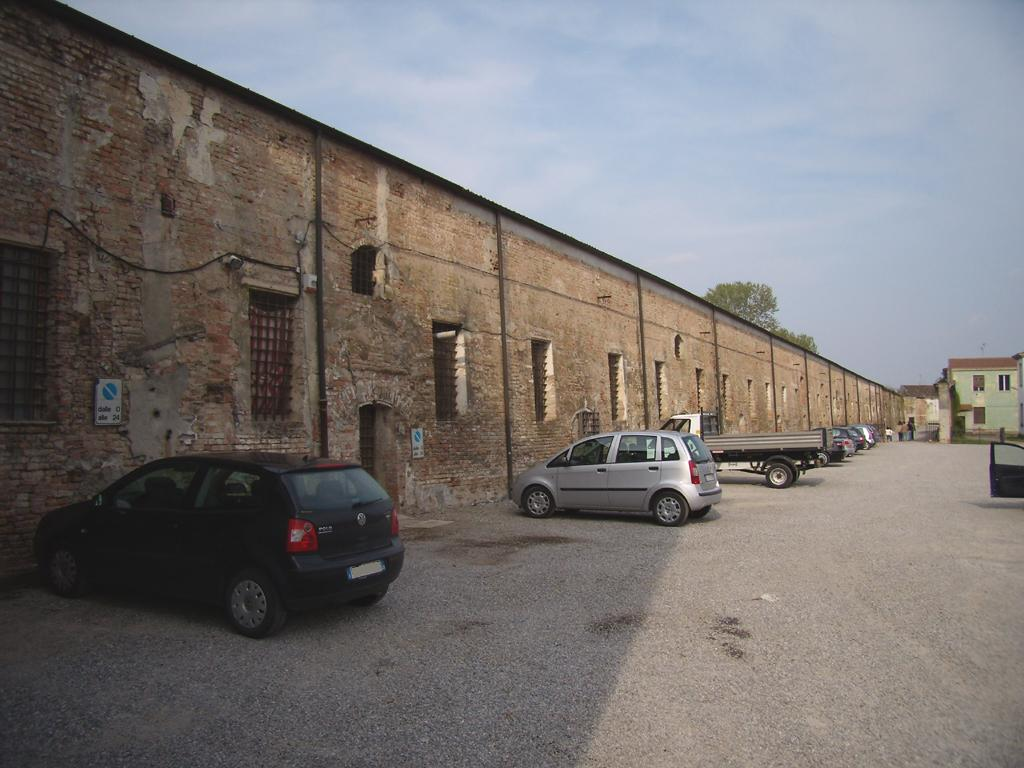
Le mura
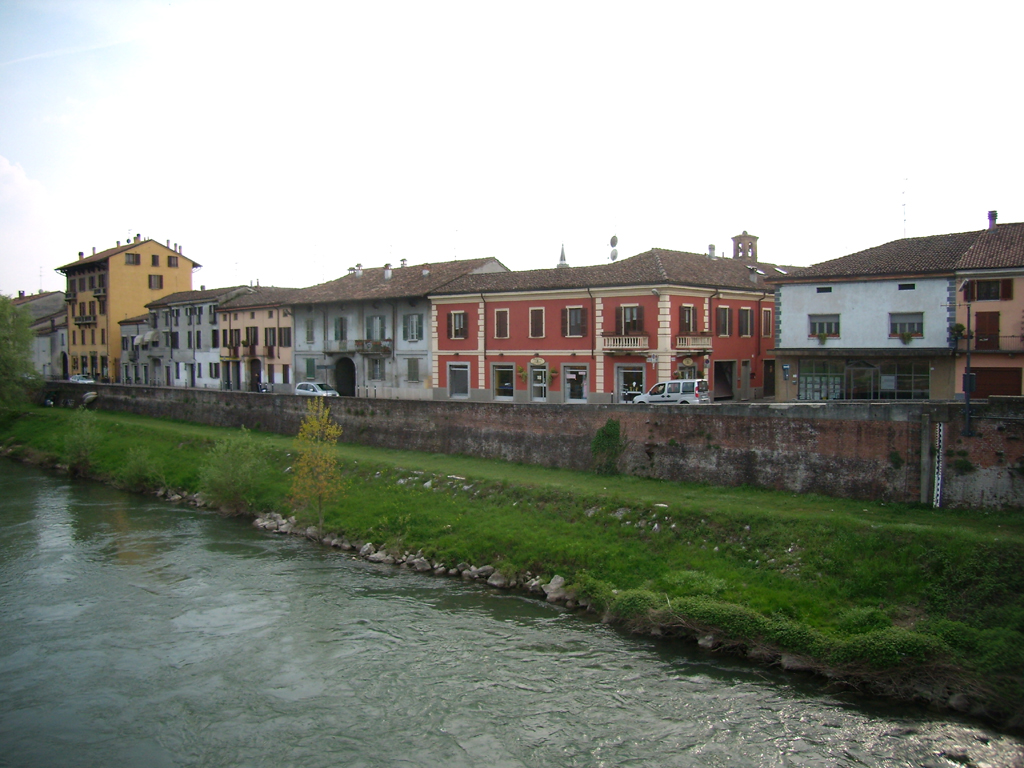
La borgata di Gera